# 앗샤압 유리드 으스꽛 안니담

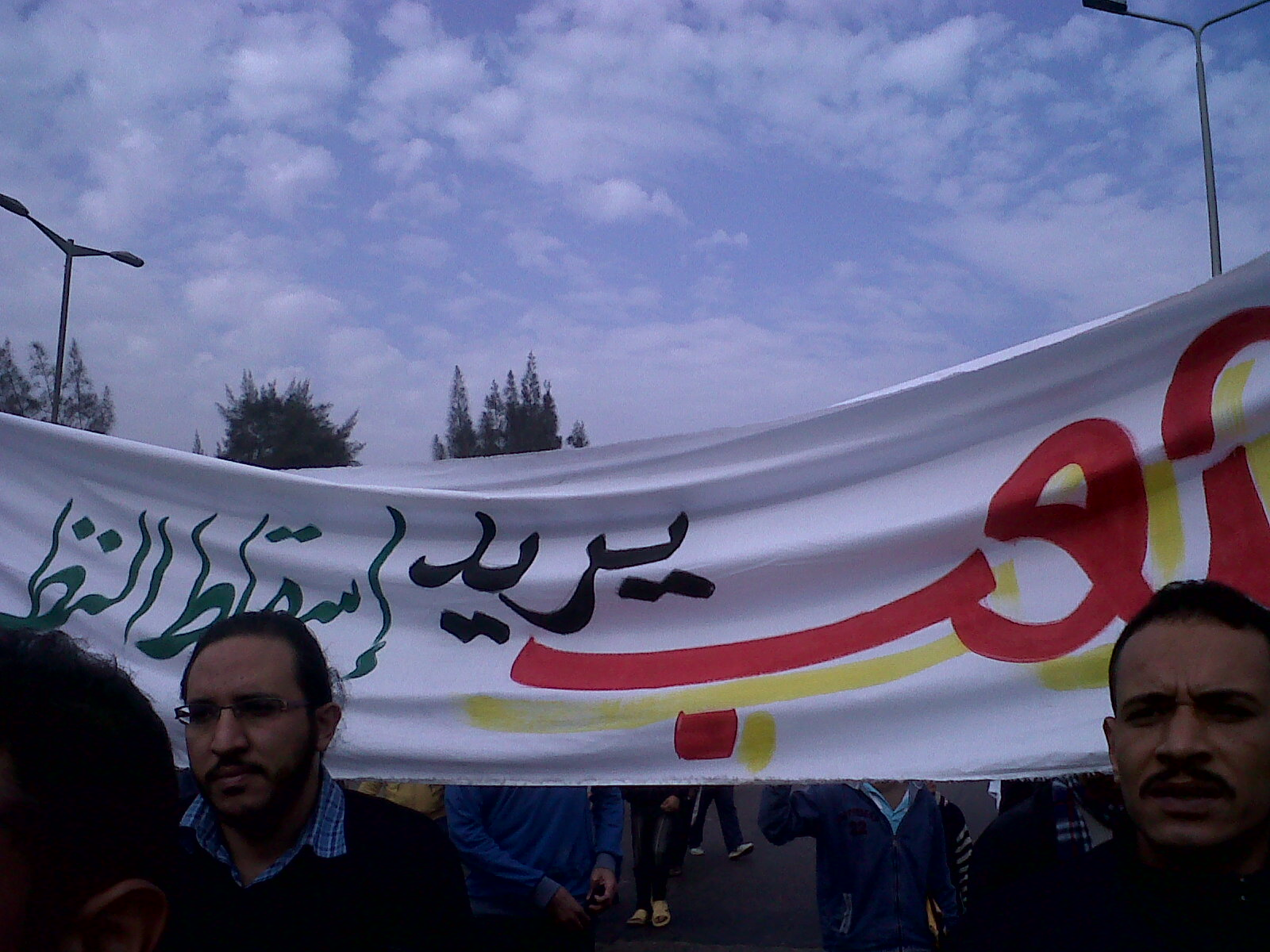
“인민은 정치 타도를 원한다”

앗샤압 유리드 으스꽛 안니담(아랍어: الشعب يريد إسقاط النظام, IPA: [æʃˈʃaʕb juˈriːd ʔɪsˈqɑːtˤ ˌænniˈðˤɑːm]; 인민은 정권 타도를 원한다)는 아랍의 봄과 관련하여 사용되는 정치 구호로, 튀니지 혁명 당시에 처음으로 알려졌다. 이 구호는 또한 이집트 혁명 동안에 흔히 사용됐는데, 그중에서도 낙서와 집회에서의 구호에서 가장 흔하게 사용되었다.
2018-2024년 아랍 시위에서도 한 번 더 사용되었다.

## 같이 보기
- 아랍의 봄
- 아랍의 여름